# 谭铁牛

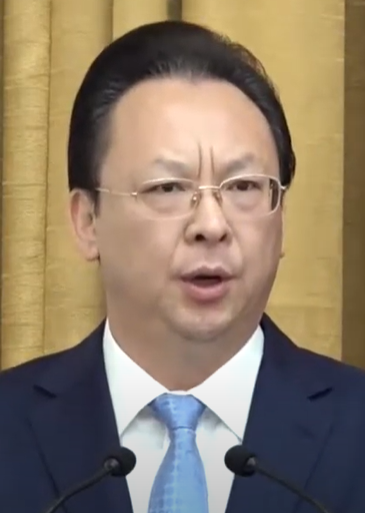
谭铁牛

谭铁牛（1963年10月—），男，汉族，湖南茶陵人，中国模式识别与计算机视觉专家，中国科学院院士，曾任香港中聯辦副主任和港區全國政協委員，现任南京大學黨委書記。

## 生平
1984年获西安交通大学学士学位，1986年和1989年分别获英国帝国理工学院硕士与博士学位。1989年至1997年在英国雷丁大学计算机科学系工作，历任该系博士后研究员、高级研究员和讲师并获终身教职。
1996年底入选中国科学院「百人计划」，1997年底辞去在英国的终身教职，1998年初回国到中国科学院自动化研究所工作，历任该所所长助理、所长、模式识别国家重点实验室主任、中国科学院副秘书长、中国科学院国际合作局局长。2014年2月21日，当选欧美同学会·中国留学人员联谊会第七届理事会副会长。2015年10月，任中国科学院副院长。
2016年12月30日，任中央人民政府驻香港特别行政区联络办公室副主任。2018年1月，当选第十三届全国政协委员。
2022年9月23日，出任南京大学党委书记。

## 奖项和荣誉
电气电子工程师学会（IEEE）和国际模式识别学会（IAPR）Fellow。2013年当选中国科学院院士。2014年当选英国皇家工程院外籍院士和发展中国家科学院（TWAS）院士，2016年当选巴西科学院通讯院士。2022年8月24日，在第26届国际模式识别大会上被授予傅京孙奖以表彰其在模式识别领域的成就。

## 家庭
妻子闻桦，两人育有儿子。